# Người yêu cô đơn
"Người yêu cô đơn" là một sáng tác thuộc dòng nhạc vàng của nhạc sĩ Đài Phương Trang. Bài hát được sáng tác vào năm 1973 và nổi tiếng qua tiếng hát của Tuấn Vũ.

## Hoàn cảnh sáng tác
Theo lời kể của nhạc sĩ Đài Phương Trang thì bài hát được ông sáng tác dành tặng người bạn của mình đang gặp trắc trở trong chuyện tình cảm. Bài hát được ông sáng tác vào năm 1973, với thông điệp "hãy xem cô đơn như là một người bạn, lúc nào cũng ở bên cạnh mình, lúc đó mình sẽ không thấy cô đơn nữa". "Người yêu cô đơn" là một trong những sáng tác đưa tên tuổi nhạc sĩ Đài Phương Trang đến với công chúng vào thập niên 70 - 80.

## Ca sĩ thể hiện
"Người yêu cô đơn" được thu âm lần đầu tiên bởi Thanh Tuyền trong băng nhạc Premier số 2. Thập niên 1990, bài hát được Tuấn Vũ thể hiện thành công và là một trong những ca khúc gắn liền với tiếng hát của nam ca sĩ này. Ca khúc được các ca sĩ khác thể hiện như Chế Linh, Giao Linh, Phương Dung, Sơn Tuyền, Đan Nguyên, Trường Vũ, Duy Mạnh.